# Pikaia
Pikaia gracilens là một loài động vật đã tuyệt chủng duy nhất được biết trong chi Pikaia, đến từ thành hệ đá phiến sét Burgess Trung Cambri ở British Columbia. 16 mẫu vật Pikaia được biết đến từ lớp đá móng Phyllopod, nơi chúng chiếm 0,03% trong cộng đồng. Đây là một động vật sống dưới nước và là động vật sớm nhất có dây sống, rất có thể là tổ tiên của tất cả ngành động vật có dây sống và động vật có xương sống.

## Phát hiện
P. gracilens hóa thạch 505 triệu năm tuổi được nhà cổ sinh học người Mỹ Charles Walcott phát hiện và mô tả lần đầu tiên vào năm 1911. Nó được đặt tên theo núi Pika, một ngọn núi ở Alberta, Canada. Dựa vào sự phân đốt rõ ràng và đều đặn của cơ thể, Walcott phân loại nó như là một loài giun nhiều tơ (Polychaeta). Nó giống như một loài động vật có dây sống còn sinh tồn thường được biết đến như lưỡng tiêm và có thể bơi như cá chình. Kể từ khi được phát hiện đến nay, các nhà khoa học đã đưa ra nhiều giả thuyết rằng loài sinh vật này có thể là động vật có dây sống, bởi chúng sở hữu một hình thái dây thần kinh đơn giản.
Tuy nhiên, do Pikaia thiếu vắng một hệ dây sống hoàn thiện nên vẫn còn nhiều ý kiến nghi ngờ về việc phân loại hóa thạch này. Giờ đây, một công trình phân tích 114 loài động vật tiền sử do Đại học Cambridge, Anh tiến hành đã phát hiện thấy những mô cơ thuộc xương tí hon bên trong hóa thạch. Phát hiện này đã giúp xóa bỏ mọi nghi ngờ cuối cùng.
Phân tích sâu hơn cho thấy cơ thể loài sinh vật hình lươn này được chia thành nhiều khối cơ khác nhau, với một dây tủy sống trung ương chạy dọc chiều dài chơ thể. Chúng sở hữu chiếc đầu nhỏ với hai xúc tu, không có mắt, di chuyển bằng cách uốn cong cơ thể giống loài rắn.
Trong quá trình kiểm tra lại quần động vật đá phiến sét Burgess vào năm 1979, nhà cổ sinh vật học Simon Conway Morris đặt P. gracilens vào ngành Chordata, làm cho nó có lẽ là tổ tiên lâu đời nhất được biết đến của động vật có xương sống hiện đại.